# Dinofelis barlowi
Dinofelis barlowi (‘gat terrible de Barlow’ en llatí) és una espècie de fèlid prehistòric del gènere Dinofelis que visqué a Sud-àfrica a finals del Plistocè. Amb 70 cm d'alçada i 100 cm de llargada, probablement era l'espècie més petita de Dinofelis. Com totes les espècies d'aquest gènere, pertany a la subfamília dels maquerodontins i la tribu dels metailurinis.